# Ramon Leeuwin
Ramon Leeuwin (Amsterdam, 1 september 1987) is een Nederlands-Surinaams voetballer die bij voorkeur in de verdediging speelt. In maart 2021 debuteerde hij voor het Surinaams voetbalelftal.

## Clubcarrière

### FC Utrecht
Leeuwin, die bij voorkeur verdediger is, speelde voor zijn overstap naar Utrecht in 2005 voor de amateurvoetbalclubs FC Omniworld en SV Almere. Op 30 september 2007 maakte hij zijn debuut in het eerste elftal. Hij viel na 45 minuten in voor Sander Keller in een thuiswedstrijd tegen Vitesse (2-4).

### Verhuur aan AGOVV Apeldoorn
Vanaf het seizoen 2008/09 speelde hij op huurbasis bij AGOVV Apeldoorn, om zodoende meer speelminuten te verkrijgen. Hij werd een vaste waarde.

### AGOVV Apeldoorn
Na het seizoen nam AGOVV hem definitief over. Leeuwin bleef basisspeler bij AGOVV en volgde in 2011 zijn trainer John van de Brom naar ADO Den Haag.

### ADO Den Haag
Op 18 augustus 2010 tekende hij een contract bij ADO Den Haag. Daar werd hij een vaste waarde in het team en speelde hij als rechtsback, centrale verdediger en middenvelder. In het najaar van 2012 verloor Leeuwin zijn basisplaats en moest hij af en toe op de tribune plaatsnemen. Zijn in 2013 aflopende contract werd niet verlengd.

### SC Cambuur
Op 21 juni 2013 werd bekendgemaakt dat Leeuwin een contract bij SC Cambuur had getekend, voor de duur van één seizoen met de optie voor een tweede seizoen.
FC Utrecht
Tot een verlenging van dat contract kwam het niet. Leeuwin vertrok aan het einde van het seizoen naar FC Utrecht. Hier speelde hij in totaal 4 seizoenen.
Odense BK
Tussen 2018 en 2020 speelde Leeuwin bij het Deense Odense BK.
AZ
In de winterstop van het seizoen 2019/20 keerde Leeuwin terug op de Nederlandse velden. Hij ging voetballen bij AZ.
Almere City FC
Op 1 juli 2021 zette Ramon Leeuwin zijn handtekening onder een 1-jarige verbintenis bij Almere City FC. Hij kwam transfervrij over van AZ, waar zijn contract was afgelopen.
In 2022 ging hij voor SV TEC in de Tweede divisie spelen.

## Clubstatistieken
| Seizoen | Club              | Competitie     | Competitie | Competitie | Beker | Beker | Europa | Europa | Play-offs | Play-offs | Totaal | Totaal |
| Seizoen | Club              | Competitie     | Wed.       | Dlp.       | Wed.  | Dlp.  | Wed.   | Dlp.   | Wed.      | Dlp.      | Wed.   | Dlp.   |
| ------- | ----------------- | -------------- | ---------- | ---------- | ----- | ----- | ------ | ------ | --------- | --------- | ------ | ------ |
| 2006/07 | FC Utrecht        | Eredivisie     | 1          | 0          | 0     | 0     | 0      | 0      | 0         | 0         | 1      | 0      |
| 2007/08 | FC Utrecht        | Eredivisie     | 2          | 0          | 0     | 0     | 0      | 0      | 0         | 0         | 2      | 0      |
| 2008/09 | FC Utrecht        | Eredivisie     | 0          | 0          | 0     | 0     | 0      | 0      | 0         | 0         | 6      | 0      |
| 2008/09 | → AGOVV Apeldoorn | Eerste divisie | 31         | 2          | 1     | 0     | 0      | 0      | 0         | 0         | 32     | 2      |
| 2009/10 | AGOVV Apeldoorn   | Eerste divisie | 36         | 1          | 1     | 0     | 0      | 0      | 2         | 0         | 39     | 1      |
| 2010/11 | AGOVV Apeldoorn   | Eerste divisie | 1          | 0          | 0     | 0     | 0      | 0      | 0         | 0         | 1      | 0      |
| 2010/11 | ADO Den Haag      | Eredivisie     | 30         | 0          | 2     | 0     | 0      | 0      | 4         | 1         | 36     | 1      |
| 2011/12 | ADO Den Haag      | Eredivisie     | 11         | 0          | 0     | 0     | 4      | 0      | 0         | 0         | 15     | 0      |
| 2012/13 | ADO Den Haag      | Eredivisie     | 4          | 0          | 0     | 0     | 0      | 0      | 0         | 0         | 4      | 0      |
| 2013/14 | SC Cambuur        | Eredivisie     | 32         | 3          | 3     | 1     | 0      | 0      | 0         | 0         | 35     | 4      |
| 2014/15 | FC Utrecht        | Eredivisie     | 27         | 0          | 0     | 0     | 0      | 0      | 0         | 0         | 27     | 0      |
| 2015/16 | FC Utrecht        | Eredivisie     | 31         | 1          | 6     | 1     | 0      | 0      | 4         | 0         | 41     | 2      |
| 2016/17 | FC Utrecht        | Eredivisie     | 32         | 0          | 4     | 1     | 0      | 0      | 4         | 1         | 40     | 2      |
| 2017/18 | FC Utrecht        | Eredivisie     | 25         | 0          | 4     | 0     | 4      | 0      | 0         | 0         | 33     | 0      |
| 2018/19 | FC Utrecht        | Eredivisie     | 1          | 0          | 0     | 0     | 0      | 0      | 0         | 0         | 1      | 0      |
| 2018/19 | Odense BK         | Superligaen    | 17         | 1          | 5     | 1     | 0      | 0      | 6         | 1         | 28     | 3      |
| 2019/20 | Odense BK         | Superligaen    | 17         | 0          | 2     | 0     | 0      | 0      | 0         | 0         | 19     | 0      |
| 2019/20 | AZ                | Eredivisie     | 5          | 0          | 0     | 0     | 2      | 0      | 0         | 0         | 7      | 0      |
| 2020/21 | AZ                | Eredivisie     | 7          | 0          | 0     | 0     | 3      | 0      | 0         | 0         | 10     | 0      |
| 2020/21 | Almere City       | Eerste divisie |            |            |       |       |        |        |           |           |        |        |
| Totaal  | Totaal            | Totaal         | 310        | 8          | 28    | 4     | 13     | 0      | 20        | 3         | 371    | 15     |